# Reteterebella queenslandia
Reteterebella queenslandia är en ringmaskart som beskrevs av Hartman 1963. Reteterebella queenslandia ingår i släktet Reteterebella och familjen Terebellidae. Inga underarter finns listade i Catalogue of Life.